# František Pithart
František Pithart (1915 – 20. října 2003) byl český šachista, držitel bronzové medaile na mistrovství Evropy v šachu družstev (1957). V letech 1957–1969 působil jako ústřední trenér šachového svazu. Byl autorem šachových učebnic.

## Životopis
František Pithart patřil v 50. letech 20. století k předním českým šachistům. Šestkrát se zúčastnil finále Mistrovství Československa v šachu a dvakrát (v letech 1955 a 1965) získal bronzovou medaili. František Pithart byl účastníkem mnoha mezinárodních šachových turnajů. V roce 1956 se dělil o třetí místo v Praze a v roce 1973 obsadil třetí místo v Třinci.
Reprezentoval národní tým Československa na největších turnajích družstev v šachu:
- šachové olympiády se zúčastnil v roce 1952,[4]
- Mistrovství Evropy družstev v šachu se zúčastnil v roce 1957 a získal bronzovou medaili v soutěži družstev.[5]

## Publikace
- Základy šachu (1963)
- Šachové koncovky (1974)
- Šachy pro trenéry II. třídy (1976)
- Šachy pro trenéry III. třídy (1976)
- Šachy pro trenéry IV. třídy (1977)